# Westhouse-Marmoutier
Westhouse-Marmoutier es una localidad y comuna francesa, situada en el departamento de Bajo Rin en la región de Alsacia.
Limita al noreste con Maennolsheim y Landersheim, al sureste con Knœrsheim y Zeinheim, al suroeste con Jetterswiller, al oeste con Reutenbourg y al noroeste con Kleingœft

## Demografía
| 223 | 223 | 216 | 219 | 223 | 244 |
| Para los censos de 1962 a 1999 la población legal corresponde a la población sin duplicidades (Fuente: INSEE [Consultar]) |     |     |     |     |     |